# Justicia macrantha
Justicia macrantha är en akantusväxtart som beskrevs av George Bentham. Justicia macrantha ingår i släktet Justicia och familjen akantusväxter. Inga underarter finns listade i Catalogue of Life.